# Joan Gabriel i Estany
Joan Gabriel i Estany (La Massana, 28 de novembre de 1963) és un polític i empresari immobiliari andorrà que fou síndic general de l'any 2005 al 2009.
Va començar la carrera política com a cònsol menor de la Massana entre el 1992 i el 1996. El 2003 fou nomenat secretari general del Partit Liberal, i el 2005 va ser elegit síndic general. Per a les eleccions generals del 2009 fundà la Coalició Reformista i continuà com a conseller general. De cara a les eleccions generals del 2019 va donar suport, juntament amb l'antic cap de Govern liberal Albert Pintat Santolària, a la coalició Tercera Via integrada per la Unió Laurediana i de caràcter conservador.

## Distincions honorífiques
- Cavaller de la Creu dels Set Braços, Principat d'Andorra (2024)[4]